# Leon Spinks
Pour les articles homonymes, voir Spinks.
Leon Spinks né le 11 juillet 1953 à Saint Louis (Missouri) et mort le 5 février 2021 à Henderson (Nevada), est un boxeur américain champion olympique des poids mi-lourds en 1976 et champion du monde des poids lourds en 1978.

## Carrière

### Débuts professionnels
Né le 11 juillet 1953 à Saint Louis, dans le Missouri, et frère de Michael Spinks, Leon Spinks devient en même temps que son frère champion olympique en 1976, dans la catégorie des poids mi-lourds. Le début de sa carrière professionnelle, le 15 janvier 1977 est assez médiatisé. Il remporte cinq premiers combats avant de faire un match nul contre Scott LeDoux le 22 octobre 1977. Moins d'un mois plus tard, il bat par décision unanime Alfio Righetti, un boxeur jusqu'alors invaincu en 27 combats. Mohamed Ali lui propose alors un match pour le titre de champion du monde.

### Leon Spinks contre Mohamed Ali I et II
Vieillissant, Mohamed Ali cherche un challenger moins dur que son précédent adversaire, le redoutable puncher Earnie Shavers. Leon Spinks n'a disputé que 7 combats, ce qui est sensiblement moindre que les autres challengers de Mohamed Ali. Pour la promotion du combat, son futur adversaire fait valoir qu'il a déjà battu 3 médaillés d'or : Floyd Patterson, Joe Frazier et George Foreman. Il en ajouterait un 4e avec Leon Spinks. Les pronostics le donnent vainqueur à 10 contre 1. Pourtant le 15 février 1978, Leon Spinks parvient à l'emporter aux points par décision partagée des juges, à la surprise générale. Il devient le champion du monde des poids lourds à avoir disputé le moins de combats avant de s'emparer du titre. Toujours en 1978, il refuse de combattre Ken Norton. La World Boxing Council (WBC) le destitue alors du titre, mais il demeure champion World Boxing Association (WBA). Les deux ceintures étaient associés chez les poids lourds depuis 12 ans.
Leon Spinks, n'est cependant pas un boxeur sérieux : il se drogue et est un alcoolique, il est d'ailleurs fréquemment raillé par la presse. Le 15 septembre 1978 a lieu le combat revanche contre Mohamed Ali. Leon Spinks s'est mal entrainé, au contraire de Mohamed Ali qui remporte la revanche par décision unanime. Pour son combat suivant, le 24 juin 1979, Leon Spinks est mis KO au premier round par Gerrie Coetzee, un boxeur invaincu en 21 combats.

### L'après Mohamed Ali
En 1980, il combat 4 fois, battant l'ancien challenger mondial Alfredo Evangelista par KO en 5 rounds, faisant match nul contre Eddie Lopez, et battant avant la limite Kevin Isaac et Bernardo Mercado. Ces bons résultats lui permettent de disputer à nouveau un titre mondial, contre Larry Holmes le 12 juin 1981, mais il est battu en 3 rounds.

### Changements de catégories
Leon Spinks change alors de catégorie pour descendre chez les poids lourds-légers. En 1982, après une victoire contre Ivy Brown, il remporte le titre North American Boxing Federation (NABF) en battant Jesse Burnett. Mais il est battu en mars de l'année suivante par le quadruple champion du monde Carlos De Leon, abandonnant après le 6e round. Il ne combat pas en 1984.
Il revient en 1985 pour une victoire en lourds-légers, et 4 victoires chez les poids lourds, remportant en décembre le titre continental américain World Boxing Council (WBC). En mars 1986, il revient en catégorie lourds-légers pour un match pour le titre de champion du monde World Boxing Association (WBA), détenu par Dwight Muhammad Qawi. Il est battu par KO technique au 6e round.

### La déchéance
À partir de ce moment, Leon Spinks, obligé de boxer pour payer ses dettes, va se brûler les ailes. Sa dernière victoire importante est sa reconquête du titre continental des poids lourds le 28 avril 1987, mais ce sera sa seule victoire d'août 1986 à juin 1988, au milieu de 6 défaites et un match nul. Il est arrêté plus de 50 fois entre 1988 et 1990 pour excès de vitesse, usage de drogues, bagarres.
Il fait son retour en 1991 et remporte 5 victoires consécutives contre des boxeurs comptant plus de défaites que de victoires, mais connaitra par la suite d'autres défaites. En 1993, il perd notamment contre un certain James Wilder qui comptait précédemment 34 défaites pour 2 victoires. Il est découvert en train de vendre ses dents et son titre. Il dispute des combats de kickboxing et met sa célébrité en jeu pour gagner un peu d'argent. Il arrête sa carrière en 1995 sur une défaite contre un autre inconnu.
Il a par la suite arrêté de boire et est devenu agent d'entretien. Son fils Cory Spinks est devenu champion du monde des poids welters.

### Mort
Leon Spinks s'éteint le 5 février 2021 à l'âge de 67 ans après avoir lutté contre un cancer. Il avait été hospitalisé en décembre 2020 à Las Vegas dans le Nevada,.